# 阿南塔山 (馬爾卡帕塔區)
13°46′04″S 70°48′53″W / 13.76778°S 70.81472°W
阿南塔山（Ananta），是秘魯的山峰，位於該國東南部庫斯科大區，由基斯皮坎奇省的馬爾卡帕塔區負責管轄，屬於韋爾卡努塔山脈的一部分，海拔高度約5,200米。